# Yezophora kurilensis
Yezophora kurilensis är en insektsart som beskrevs av Matsumura 1940. Yezophora kurilensis ingår i släktet Yezophora och familjen spottstritar. Inga underarter finns listade i Catalogue of Life.